# Philosophie de l'expression
Philosophie de l'expression (Filosofia dell'espressione) est l'ouvrage le plus important écrit par le philosophe italien Giorgio Colli. La rèfléxion de Colli assume la conception du monde comme une  représentation offerte pas Schopenhauer et poursuit une critique des préjugés modernes, tels que celui du sujet.
Paru 1969 pour les éditions italiennes Adelphi, Philosophie de l'expression est aujourd'hui, surtout en Italie, encore peu lu et étudié, aussi à cause du style parfois difficile de Colli. L'ouvrage a été pourtant traduit en français et étudié en France, Allemagne et Espagne.